# The Mountain Road
The Mountain Road (bra: O Homem Que Destrói) é um filme estadunidense de 1960, do gênero drama de guerra, dirigido por Daniel Mann, com roteiro de Alfred Hayes baseado no livro The Mountain Road, de Theodore White. 

## Sinopse
Na China, em 1944, grupo de soldados americanos tenta auxiliar os refugiados chineses contra a invasão dos japoneses.

## Elenco
- James Stewart — Maj. Baldwin
- Lisa Lu — Mme. Su-Mei Hung
- Glenn Corbett — Collins
- Harry Morgan — Michaelson
- Frank Silvera — Gen. Kwan
- James Best — Niergaard